# كمور سوخته
كَمور سوخته (بالفارسية:كمورسوخته، كما يُكتب بالتهجئة اللاتينية Kamūr Sūkhteh أيضاً معروفة باسم كهور سوخته) هي قرية إيرانية تقع في قسم لامرد الريفي في البلدة المركزية في مقاطعة لامرد، محافظة فارس، إيران. بلغ عدد سكانها حسب تعداد عام 2006 حوالي 31 نسمة يشكّلون 6 أسرة.